# Kwak

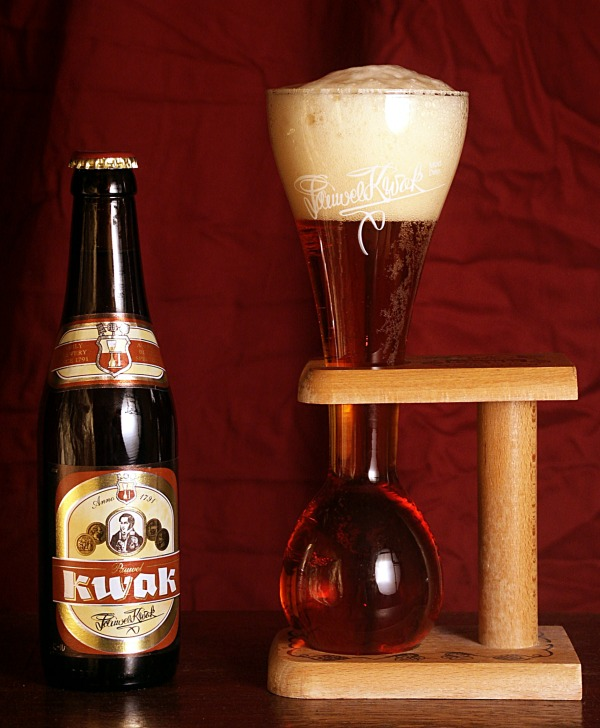
En flaska med Kwak, samt det typiska glaset med rundad botten. Observera träställningen som glaset står i.

Kwak är ett belgisk överjäst bärnstensfärgat öl av aletyp. Det tillverkas av bryggeriet Brouwerij Bosteels med en alkoholhalt om 8,4 volymprocent. Belgiska öl serveras traditionellt i glas speciellt framtagna för sorten. Kwak serveras i ett timglasformat glas med rund botten.

## Historia
Ölglasets form gör att det inte kan stå utan en särskild träställning. Enligt bryggeriet är glaset framtaget av krögaren Pauwel Kwak i början av sekelskiftet 1800 ("under Napoleontiden"). Det var då förbjudet för kuskarna att lämna kuskbocken och Pauwel Kwak tog fram ett glas avsett att hänga i en klyka i kuskbocken. Värdshusets gäster blev intresserade av ölet som serverades i så speciella glas och krögaren gjorde en ställning så att det även kunde serveras vid borden. Kwak och dess träställning lanserades av bryggeriet först på 1980-talet..